# Emma Twigg

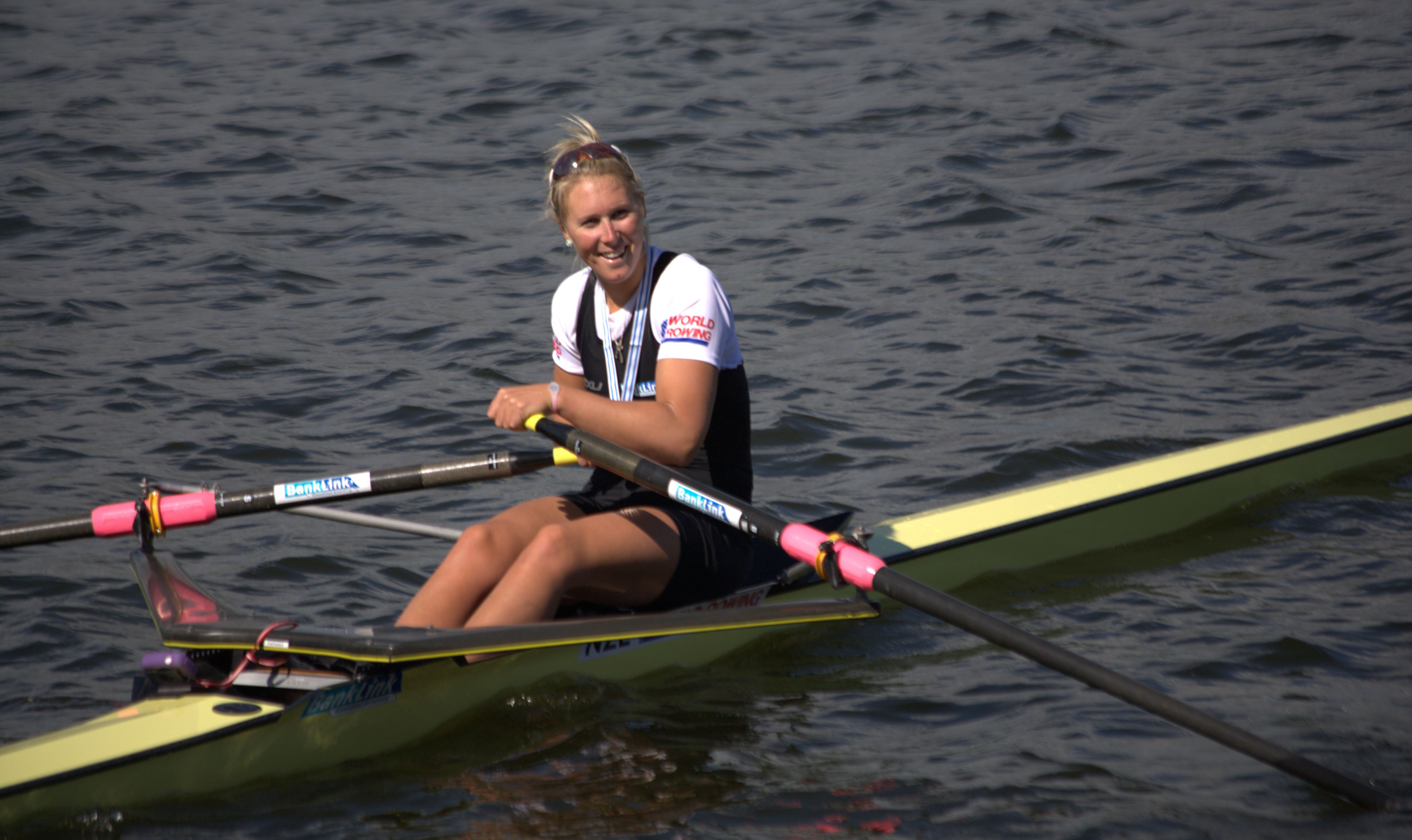
Emma Twigg bei der WM 2010

Emma Twigg (* 1. März 1987 in Napier) ist eine neuseeländische Ruderin. Sie war im Jahr 2014 Weltmeisterin im Einer, 2021 wurde sie Olympiasiegerin.

## Werdegang
Emma Twigg begann 2001 mit dem Rudersport, 2005 gewann sie bei den Junioren-Weltmeisterschaften im Einer und belegte bei den U23-Weltmeisterschaften den vierten Platz. 2006 ruderte sie im neuseeländischen Achter, der bei den Ruder-Weltmeisterschaften 2006 das B-Finale gewann und damit den siebten Platz belegte. 2007 kehrte Twigg in den Einer zurück und siegte bei den U23-Weltmeisterschaften, bei den Ruder-Weltmeisterschaften 2006 erreichte sie das A-Finale und platzierte sich als Sechste. 2008 erkämpfte sie den dritten Platz bei den Weltcups in München und Posen, bei der olympischen Regatta in Peking verpasste sie das A-Finale und belegte in der Endabrechnung den neunten Platz.
2009 belegte sie bei den Weltcups in München und in Luzern den zweiten Platz hinter der Tschechin Miroslava Knapková. Bei den Weltmeisterschaften in Posen siegte die Weißrussin Kazjaryna Karsten vor der Britin Katherine Grainger und Miroslava Knapková, mit einer halben Sekunde Rückstand auf die Tschechin belegte Twigg den vierten Platz. Bei der ersten Weltcupregatta 2010 in Bled siegte Karsten vor Twigg, in München gewann Twigg das B-Finale. Bei den Heim-Weltmeisterschaften auf dem Lake Karapiro siegte die Schwedin Frida Svensson vor Kazjaryna Karsten, Twigg gewann als Dritte ihre erste Medaille im Erwachsenenbereich. 2011 belegte Twigg bei der Weltcupregatta in Hamburg den zweiten Platz hinter Kazjaryna Karsten, in Luzern feierte Twigg ihren ersten Weltcupsieg. Bei den Ruder-Weltmeisterschaften 2011 in Bled siegte Miroslava Knapková vor Kazjaryna Karsten, Twigg belegte mit zwei Sekunden Rückstand auf Karsten den dritten Rang. Bei den Olympischen Spielen in London belegte sie Platz 4. Ein Jahr später, bei den Ruder-Weltmeisterschaften 2013 in Chungju wurde sie Zweite. Ihren ersten großen Titel errang Twigg bei den Ruder-Weltmeisterschaften 2014 in Amsterdam, wo sie die Goldmedaille im Einer gewann. 2015 pausierte Emma Twigg. Im Mai 2016 qualifizierte sie sich in Luzern für die Teilnahme an den Olympischen Spielen 2016. Bei der olympischen Regatta belegte sie den vierten Platz und verpasste die Bronzemedaille um 25 Hundertstelsekunden.
Nach einer längeren Pause kehrte Emma Twigg 2019 auf die internationalen Regattastrecken zurück. Im Weltcup siegte sie in Posen und Rotterdam. In Linz bei den Weltmeisterschaften 2019 gewann die Irin Sanita Pušpure vor Emma Twigg und Kara Kohler aus den Vereinigten Staaten. 2021 siegte Twigg bei den Olympischen Spielen in Tokio mit dreieinhalb Sekunden Vorsprung auf die zweitplatzierte Russin Hanna Prakatsen. 2022 gewann sie bei den Weltmeisterschaften in Račice u Štětí die Silbermedaille hinter der Niederländerin Karolien Florijn. Ein Jahr später wurde sie auch bei den Weltmeisterschaften in Belgrad Zweite hinter Florijn. Bei den Olympischen Spielen 2024 in Paris gewann Twigg die Silbermedaille im Frauen-Einer hinter Karolien Florijn.

## Privates
Seit 2020 ist Twigg mit Charlotte Mizzi verheiratet.